# Rose McIver
Frances Rose McIver (Auckland, 10 de outubro de 1988) é uma atriz neozelandesa,  mais conhecida por interpretar Liv Moore na série de televisão iZombie. e pela personagem Summer Landsdown, a Ranger Amarela em Power Rangers RPM   também participou de séries como Hercules: The Legendary Journeys e Xena: Warrior Princess e Once Upon a Time como Tinker bell.
Em 2017 Rose McIver protagonizou o filme original Netflix A Christmas Prince.

## Vida Pessoal
A atriz teve um relacionamento rápido com o ator Andrew James Allen, com quem contracenou no filme Um Olhar do Paraíso. 
Hoje em dia, Rose está em um relacionamento com George Brynes.

## Filmografia
| Filmes | Filmes                               | Filmes                                 | Filmes                   |
| Ano    | Título Original                      | Título (Brasil)                        | Papel                    |
| ------ | ------------------------------------ | -------------------------------------- | ------------------------ |
| 1993   | The Piano                            | O Piano                                | Angel                    |
| 1994   | Hercules and the Amazon Women        | Hércules e as Amazonas                 | Menina (Hydra)           |
| 1994   | Hercules in the Underworld           | Hércules no Submundo                   | Ilea (para TV)           |
| 1994   | Hercules in the Maze of the Minotaur | Hércules e o Labirinto do Minotauro    | Ilea (para TV)           |
| 1997   | Topless Women Talk About Their Lives | Topless Women Talk About Their Lives   | Sally                    |
| 1998   | Flying                               | Flying                                 | Josie                    |
| 2001   | Ozzie                                | Ozzie                                  | Caitlin                  |
| 2002   | Toy Love                             | Toy Love                               | Lucy                     |
| 2002   | Murder in Greenwich                  | Assassinato em Greenwich               | Sheila McGuire (para TV) |
| 2003   | Eddie's Million Dollar Cook-Off      | Entre o Estádio e a Cozinha            | Hannah (para TV)         |
| 2004   | Maiden Voyage                        | Maiden Voyage                          | Jenny (para TV)          |
| 2007   | Johnny Kapahala: Back on Board       | Johnny Kapahala: De Volta ao Havaí     | Valerie (para TV)        |
| 2009   | The Lovely Bones                     | Um Olhar do Paraíso                    | Lindsey Salmon           |
| 2010   | Predicament                          | Predicament                            | Maybelle Zimmerman       |
| 2014   | Petals on the Wind                   | Pétalas ao Vento                       | Cathy Dollanganger       |
| 2017   | A Christmas Prince                   | O Príncipe do Natal                    | Amber Moore              |
| 2018   | A Christmas Prince:The Royal Wedding | O Príncipe do Natal:O Casamento Real'' | Amber Moore              |
| 2019   | A Christmas Prince: The Royal Baby   | O Príncipe de Natal: O Bebê Real       | Amber Moore              |

| Séries      | Séries                           | Séries                                    | Séries                |
| Ano         | Título                           | Papel                                     | Notas                 |
| ----------- | -------------------------------- | ----------------------------------------- | --------------------- |
| 1992        | Shortland Street                 | Holly                                     | Episódio desconhecido |
| 1995        | Riding High                      | Billy                                     | Episódio desconhecido |
| 1995 / 1997 | Hercules: The Legendary Journeys | Ilea                                      | 2 episódios           |
| 1999        | Xena: Warrior Princess           | Daphne                                    | 1 episódio            |
| 2002        | Mercy Peak                       | Gwyneth Couch                             | 1 episódio            |
| 2003        | P.E.T. Detectives                | Genevieve                                 | 1 episódio            |
| 2006        | Maddigan's Quest                 | Garland                                   | 13 episódios          |
| 2007        | Rude Awakenings                  |                                           | Episódio desconhecido |
| 2009        | Legend of the Seeker             | Alice                                     | 1 episódio            |
| 2009        | Power Rangers RPM                | Summer Landsdown / Yellow Bear RPM Ranger | 32 episódios          |
| 2013 - 2014 | Once Upon A Time                 | Tinker Bell                               | 8 episódios           |
| 2014        | Play It Again, Dick (Web Série)  | Skank with Atitude / Horny Mourner        | 5 episódios           |
| 2015 - 2019 | iZombie                          | Olivia "Liv" Moore                        | Protagonista          |